# Nebulosa do Bumerangue
A Nebulosa do Bumerangue   é uma protonebulosa planetária na constelação de Centaurus localizada a  5000 anos luz da Terra.
É uma estrela — ou sistema estelar — que está evoluindo para a fase de nebulosa planetária.
Chamada assim por Keith Taylor e Mike Scarrot em 1980 quando a observaram com o Telescópio Anglo-Australiano, os astrônomos apenas viram uma leve assimetria nos lóbulos, o que sugeria uma forma curvada similar a um bumerangue. A imagem de maior resolução obtida com o Telescópio Espacial Hubble mostra-a como uma nebulosa bipolar.
A Nebulosa do Bumerangue é um dos objetos peculiares do universo. Em 1995, usando o Telescópio Submilimétrico do European Southern Observatory, descobriu-se  que a sua temperatura é de tão somente 1 K (-272 °C) — um grau acima do zero absoluto — a temperatura mais baixa conhecida no Universo, fora de um laboratório. É o único objeto astronômico conhecido cuja temperatura é inferior à da radiação cósmica de fundo em micro-ondas.
A nebulosa foi formada pelo gás expulso pela sua estrela central. A estrela perdeu matéria à razão de uma milésima parte da massa solar a cada ano durante pelo menos 1500 anos. Isso implica um ritmo de perda de massa entre 10 e 100 vezes maior que em outros objetos similares. O gás expande-se a uma grande velocidade (164 km/s), o que causa a baixa temperatura. Assim mesmo tem uma camada interna que se expande a 35 km/s, que pode ser o resultado da expulsão de um invólucro comum por parte de uma estrela binária central.